# 山颪 (下座音楽)
山颪（やまおろし）は歌舞伎の下座音楽の一つで、山中の場面を大太鼓を打つことで表現する鳴り物。山下し、山落し、山おろしとも書く。
大太鼓を長桴で打つことで、山間の風が激しく樹木を揺らす様を象徴する。山に関する場面の幕明・幕切れ・人物の出入り。動作に打ち囃す。